# Костел Пресвятого Імені Пресвятої Діви Марії (Великі Чорнокінці)
Костел Пресвятого Імені Пресвятої Діви Марії у Великих Чорнокінцях — втрачена культова споруда Римсько-католицької церкви в селі Великих Чорнокінцях Колиндянської громади Чортківського району Тернопільської области України.

## Історія
Римсько-католицька громада Малих та Великих Чорнокінців спочатку була в складі парафії Непорочного Зачаття Пречистої Діви Марії в Сидорові. Для задоволення власних духовних потреб люди користувалися греко-католицькою дерев'яною церквою у Великих Чорнокінцях.
- 1878 — за кошти місцевих власників Еразма і Матильди Волянських було збудовано філіальний мурований костел, який того ж року освятили.
- 1880 — у Великих Чорнокінцях 600 римо-католиків.
- 1891 — відбулася консекрація святині під титулом Пресвятого Імені Пресвятої Діви Марії.
- 1892 — утворено парафію.
- 1940-ві — за невідомих обставин храм зруйнували.

## Настоятелі
- о. Вікентій Ридлевський,
- о. Кароль Людмільський (1911),
- о. Йосиф З'явін (1923—1938).